# Décès en 878
Décès
- 874
- 875
- 876
- 877
- 878
- 879
- 880
- 881
- 882

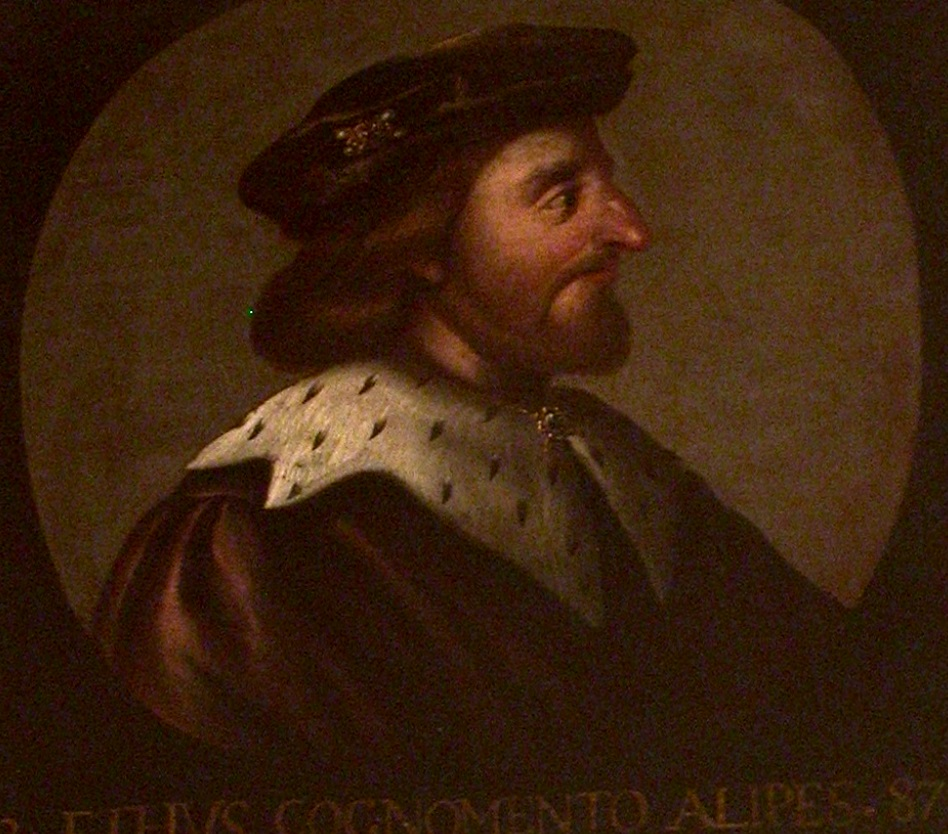
Áed mort en 878.

Cette page dresse une liste de personnalités mortes au cours de l'année 878 :
- fin mai : Adalgis de Bénévent, prince lombard de Bénévent.

- Áed, roi d'Écosse.
- Gauzfrid du Maine, comte du Maine et marquis de Neustrie.
- Pyinbya, roi de Pagan.
- Rhodri le Grand, roi de Gwynedd.

date incertaine (vers 878)
- Sainte Solange, vierge martyre catholique et orthodoxe.

## Crédit d'auteurs
- Cet article est partiellement ou en totalité issu de l'article intitulé « 878 » (voir la liste des auteurs).